# Tejat Posterior
Tejat Posterior (μ Geminorum / μ Gem / 13 Geminorum) es la cuarta estrella más brillante de la constelación de Géminis, pese a ostentar la denominación de Bayer «Mu», duodécima letra del alfabeto griego.
Comparte el nombre de Tejat con Tejat Prior (η Geminorum) y la palabra Posterior sirve para diferenciarla de esta última, ya que visualmente ambas estrellas están muy cerca.
Curiosamente los dos astros son similares pero no están físicamente relacionados: Tejat Prior, distante 232 años luz del sistema solar, está unos 120 años luz más alejada de nosotros que Tejat Prior.

## Nombre
La palabra Tejat proviene de Al Taḥāyī, término anatómico de Arabia.
Esta estrella también fue conocida como Nuhātai, nombre de la mansión lunar árabe de la que formaba parte junto a Alhena (γ Geminorum) y Tejat Prior.
Otras denominaciones que ha recibido son Calx —«talón» en latín— o Pish Pai, este último nombre de origen persa.
μ Geminorum señalaba la novena constelación eclíptica de Babilonia, Arkū-sha-pu-u-mash-mashu, «la parte de atrás de la boca de los gemelos». 
En China, junto a otras estrellas, formaba parte de la constelación china de Tsing.

## Características
Tejat Posterior es una gigante roja de tipo espectral M3III con una temperatura efectiva de 3650 K.
Con un radio 104 veces más grande que el radio solar, equivalente a 0,48 UA, si estuviera en el lugar del Sol su superficie se extendería hasta casi la mitad de la órbita terrestre.
Brilla con una luminosidad, una vez considerada la radiación infrarroja emitida, igual a la de 1540 soles.
Respecto al Sol, se mueve con una velocidad relativa cinco veces mayor que la habitual.
Tiene una masa aproximada de 3 masas solares e inició su vida como una estrella de la secuencia principal de tipo B medio.
Actualmente ha terminado la fusión nuclear tanto del hidrógeno como del helio y está evolucionando hacia una fase de más luminosidad para convertirse en una variable Mira.
Finalmente se irá extinguiendo y concluirá su vida como una enana blanca masiva.
Tejat Posterior es una estrella variable clasificada como variable irregular de tipo LB cuyo brillo varía entre magnitud aparente +2,75 a +3,02.
Parece existir un período principal de 27 días junto a un segundo período, de mucha mayor duración, de aproximadamente 2000 días.